# Roland AX-7
Roland AX-7 er en keytar fremstillet af Roland Corporation i perioden 2001-2007. 